# 忠臣蔵・女たち・愛
『忠臣蔵・女たち・愛』（ちゅうしんぐら・おんなたち・あい）は、1987年12月28日・12月29日にTBS系列の年末時代劇スペシャルとして放送されたテレビドラマ（時代劇）である。第一部は「雪の章」、第二部は「華の章」とサブタイトルが付けられている。

## 概要
赤穂浪士の家族・恋人ら、女性たちの視点から忠臣蔵を描いた作品。1979年にTBS系で放送されたテレビドラマ『女たちの忠臣蔵』の製作チーム、脚本の橋田壽賀子、プロデューサーの石井ふく子、演出の鴨下信一がこの作品にもかかわっている。

## 出演
四十七士とその関係者
- 大石内蔵助：丹波哲郎
- りく（大石の妻）：香川京子
- 大石主税：山野晃
- 矢田五郎右衛門：伊武雅刀
- きぬ（矢田のかつての恋人）：大原麗子
- 能登屋喜造（きぬの夫）：角野卓造
- よね（喜造の母）：赤木春恵
- 大高源五：小野寺昭
- そめ（大高の妻）：紺野美沙子
- さと（大高行きつけのうどん屋の女将）：長山藍子
- 仙三（うどん職人）：井川比佐志
- 吉田忠左衛門：大坂志郎
- 吉田沢右衛門：篠田三郎
- きよ（忠左衛門の娘）：大空眞弓
- ゆき（忠左衛門の娘、沢右衛門・きよの妹）：池上季実子
- 前原伊助：小林稔侍
- いと（前原の妻）：小川知子
- 高松半之丞（いとの父）：山村聡
- 弥生（いとの母）：宝生あやこ
- 杉野十平次：橋爪淳
- みつ（杉野の妹）：小林綾子
- 堀部弥兵衛：今福将雄

元赤穂藩士とその関係者
- 田中貞四郎：坂東八十助 (5代目)
- ふじ（田中の妻）：中田喜子
- とり（長屋の内儀）：いまむらいづみ
- 井関徳兵衛：中谷一郎
- はる（井関の娘）：有森也実
- 近江屋治兵衛（はるの許婚者、後に破局）：美木良介
- 近江屋長兵衛（治兵衛の父）：佐藤英夫

吉良家関係者
- つる（吉良家女中）：泉ピン子
- 左右田孫八郎（吉良家家臣）：沖田浩之
- 山吉新八（吉良家家臣）：誠直也

幕府関係者
- 徳川綱吉（五代将軍）：勝新太郎
- 桂昌院（綱吉生母）：杉村春子
- 稲葉丹後守（老中）：林与一

その他
- 波賀清太夫（松平家用人）：伊藤孝雄
- 義助（野次馬）：岡本信人
- 相沢治夫、浅沼晋平、高杉哲平、相原巨典、遠藤征慈、及川以造、土倉有貴、松澤一之、深谷みさお、由起艶子　ほか

## スタッフ
- 脚本：橋田壽賀子（第一部）、田井洋子（第二部）
- 音楽：木下忠司
- 演出：鴨下信一
- 殺陣：國井正廣
- 演出補：示野浩司、壁谷悌之、林徹、石田周
- プロデューサー：石井ふく子
- ナレーション：奈良岡朋子